# Донька залізного дракона
«Донька залізного дракона» (англ. Iron Dragon’s Daughter) — роман американського письменника Майкла Свонвіка, опублікований у 1993 році. Роман характеризують як зразок літератури постмодерну. Він поєднує в собі елементи фентезі та наукової фантастики: моделює всесвіт, населений фантастичними расами (ельфи, дияволи, тролі, свинолюди), де існує як магія, так і кібертехнології. Роман можна віднести до піджанру технофентезі або кіберфентезі, тут також присутні елементи стімпанку та «брудного реалізму». Входить до циклу «Залізні дракони».

## Сюжет
Скільки дівчина Джейн себе пам'ятає, вона жила і працювала на брудній, потворній фабриці з виробництва залізних драконів, розумних технічних створінь, які використовувалися для військових потреб. Героїню оточують представники різних рас — дияволи, свинолюди, люди-щури та інші — такі ж, по суті, раби, викрадені, як і вона, зі своїх всесвітів і перенесені в цей фантастичний світ, де панує цинічна й жорстока цивілізація ельфів. Джейн — людина, вона народилася в нашому світі. Одного разу вона вступає в контакт з розумним залізним драконом, який, як і вона, прагне втекти з фабрики та здобути свободу…

## Факти
У книзі використано середньовічний міф, нібито ельфи крадуть людських дітей, а замість них підкидають батькам чужих. Ймовірно, автор задавався питанням, яка подальша доля чекає на викрадених дітей, куди їх забрали ельфи, і в результаті виникла потворна, чарівна рукотворна цивілізація, де футуристичні машини співіснували з бідністю, брудом, соціальною нерівністю та релігійним мракобіссям.

## Український переклад
- Майкл Свонвік. Донька залізного дракона. Пер. з англ. Євгена Онуфрієнка. — Київ: Видавництво Жупанського, 2022. — 488 с.[1]